# ناحیه بیر کریک شماره ۶، شهرستان سیرسی، آرکانزاس
ناحیه بیر کریک شماره ۶ (به انگلیسی: Bear Creek No. 6 Township) یک منطقهٔ مسکونی در ایالات متحده آمریکا است که در شهرستان سیرسی، آرکانزاس واقع شده‌است. ناحیه بیر کریک شماره ۶ ۹۱۳ نفر جمعیت دارد.